# Cent unième kilomètre
Pour les articles homonymes, voir 101 (homonymie).

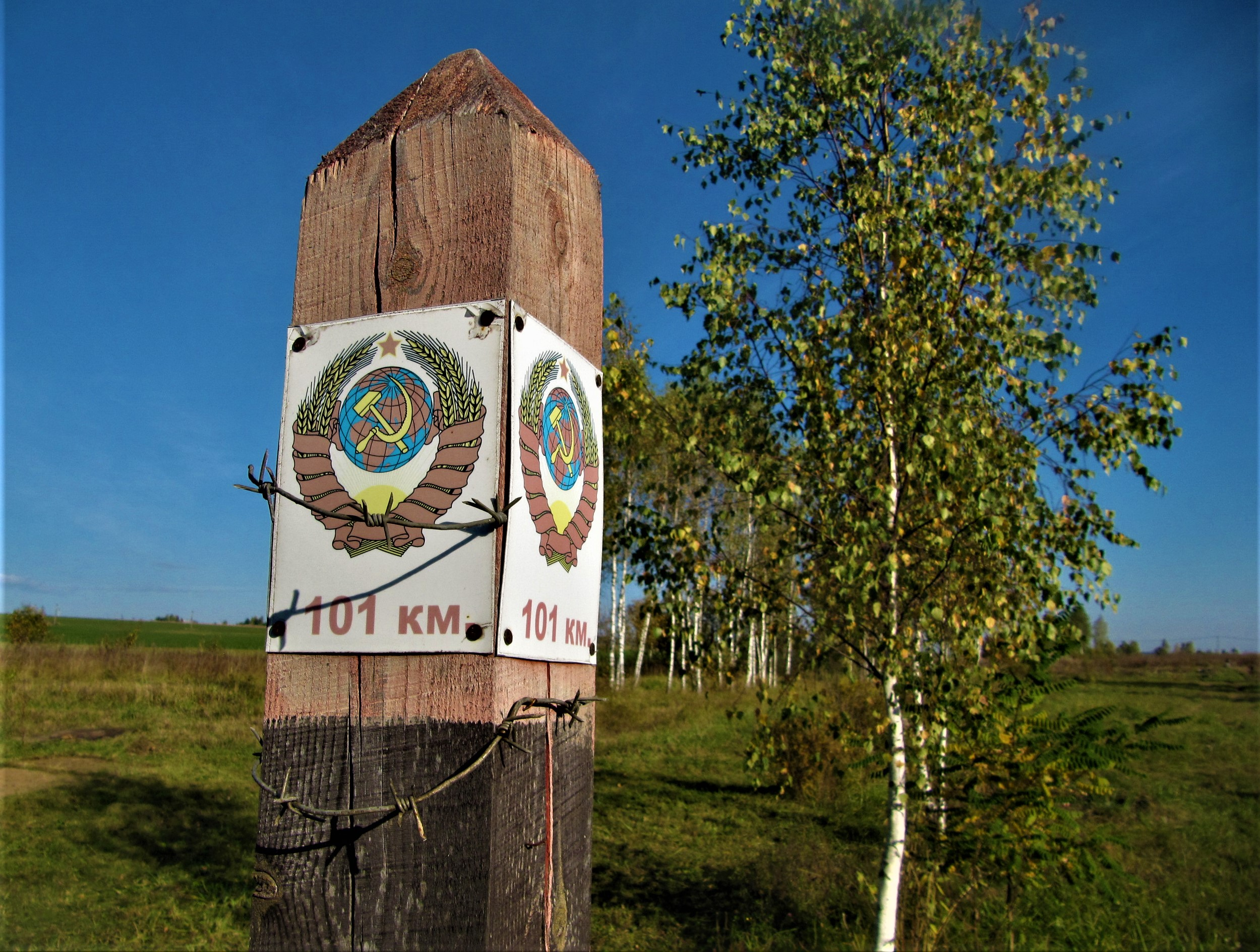
Borne commémorative « » dans le raïon de Taroussa (oblast de Kalouga), en 10 2020.

Le cent unième kilomètre (russe : 101-й километр, sto pervy kilometr) est une expression familière pour désigner les restrictions pesant sur la liberté de circulation en Union soviétique,.

## Étymologie
L'expression « cent unième kilomètre » est utilisée pour la première fois après les jeux olympiques d'été de 1980, qui se sont tenus en Union soviétique, pour désigner la limite orientale de l'oblast de Moscou, située à 101 kilomètres de la ville de Moscou. Les autorités soviétiques ont expulsé de force tous les « éléments indésirables » présents à Moscou, comme les vagabonds, les personnes prostituées (en) et les alcooliques hors du périmètre afin d'améliorer l'image de la ville aux yeux des visiteurs venus pour les jeux de 1980.

## Pratiques
« Le cent unième kilomètre » est devenu une expression familière pour désigner les restrictions sur la liberté de circulation dans le cadre de la Propiska, système soviétique de contrôle sur les migrations intérieures (en). Sous la majeure partie du régime soviétique, les délinquants, criminels et autres « indésirables », y compris les prisonniers politiques théoriquement « remis dans le droit chemin » à l'issue de leur séjour au goulag, subissaient des restrictions concernant leur installation dans de grands centres urbains comme Moscou. Les lois sur la propiska visaient en partie à éloigner les « indésirables » du regard des étrangers, qui en général ne pouvaient circuler que dans un périmètre de 25 kilomètres autour des centres urbains, à l'instar des jeux de 1980. Quand un détenu sortait de prison, ses droits en termes de circulation dans le pays étaient limités pour une longue durée. Au lieu des documents administratifs habituels, les anciens prisonniers ne recevaient qu'un permis temporaire, un « billet de loup (en) » (волчий билет) qui les reléguait dans un exil à l'intérieur des frontières et leur interdisait de s'installer à moins de 100 kilomètres des grands centres urbains, où leur titre de séjour serait refusé conformément au système de propiska.
En Russie moderne, la restriction des 100 kilomètres est abolie, même si des formes de propiska (en) perdurent ; l'expression a pris un sens similaire à celui de Boondocks (en).